# محمر
محمر هو طبق تقليدي من البحرين والكويت. هو عبارة عن طبق أرز حلو محنك مع توابل ودبس النخيل وعادة ما يؤكل مع السمك المقلي أو المشوي. يتم سلق الأرز ثم تبخيره.